# Коваль Ігор Миколайович
Ігор Миколайович Коваль (нар. 27 лютого 1955, Одеса) — український історик, політолог, дослідник міжнародних відносин, доктор політичних наук, професор, заслужений діяч науки і техніки України, член — кореспондент Української академії політичних наук, ректор Одеського національного університету імені І. І. Мечникова. З 2 грудня 2020 року — секретар Одеської міської ради дев'ятого скликання.

## Біографія
Ігор Коваль народився 27 лютого 1955 року, в Одесі, закінчив середню школу № 3 (Маріїнська гімназія) у 1972 році.
У 1978 році закінчив історичний факультет Одеського державного університету імені В. І. Мечникова за спеціальністю «Історик, викладач історії та суспільствознавства».
У 1982 році захистив кандидатську дисертацію в Київському державному університеті імені Т. Г. Шевченка. З 1978 по 1983 роки працював секретарем комітету комсомолу університету і водночас асистентом кафедри нової та новітньої історії. Потім — секретарем Одеського обкому комсомолу з ідеологічних питань, старшим викладачем, доцентом кафедри нової та новітньої історії. У 1987—1996 роках — виконуючий обов'язки заступника декана історичного факультету у альма-матер.
З 1996 року — директор інституту соціальних наук Одеського національного університету імені В. І. Мечникова.
Захистив докторську дисертацію на тему «Концептуальне оформлення східноєвропейської політики США на початку процесу глобальних трансформацій» в Інституті світової економіки і міжнародних відносин НАН України (Київ) Отримав вчений ступінь доктора політичних наук (2000 р.); з 2001 року — професор.
У 2010 році обраний ректором Одеського національного університету імені І. І. Мечникова..
У 2015 році рішенням трудового колективу університету І. Коваля обрано на другий термін ректором ОНУ.
Під керівництвом ректора І. Коваля у 2013 році введений в експлуатацію новий семиповерховий навчальний корпус університету (6 500 м кв). Завдяки стратегії інвестиційного будівництва у 2013 році отримали державне житло 65 сімей співробітників університету. У 2010 році приступило до роботи університетське видавництво, яке випускає до 500 одиниць науково-методичної літератури щорічно. У 2015 році, до 150-річного ювілею ОНУ, був відкритий Музей історії університету. Сьогодні в ОНУ імені Мечникова ведуть роботу 28 наукових шкіл; 20 науково-дослідних лабораторій.

## Громадська діяльність
- 1998—2004 — радник голови Одеської обласної державної адміністрації;
- 1997 — український директор Одеської програми прикладного державознавства;
- 1997—1998 — координатор програми Європейських досліджень в рамках програми ЄСTEMPUS-TACIC;
- з 1999 року — керівник наукового семінару в Будинку Вчених (Одеса) з теорії, історії та історіографії міжнародних відносин;[14]
- з 1995 — політичний медіаексперт, аналітик.

## Звання та нагороди
- 2004 — заслужений діяч науки і техніки України[15];
- 2009 — член-кореспондент Української академії політичних наук;
- 2016 — почесний доктор університету «Нижній Дунай» (м. Галац, Румунія)
- 2015, 2016 — лауреат медіа рейтингу Форуму журналістів «100 найвпливовіших особистостей Одеси»[16][17]
- 2016 — Орден «За заслуги» III ступеня — за вагомий особистий внесок у розвиток національної освіти, підготовку висококваліфікованих фахівців, багаторічну плідну науково-педагогічну діяльність та з нагоди 150-річчя заснування ОНУ імені В. В. Мечникова[18]

## Наукова діяльність
Ігор Коваль — фундатор одеської наукової школи міжнародних досліджень (фундатор школи істориків-міжнародників — академік С. І. Аппатов, м. Одеса) ;
Автор понад 80 наукових публікацій; член Експертної ради ДАК з філософських, політичних та соціологічних наук (2006); завідувач кафедри міжнародних відносин ОНУ (1999—2015); член — кореспондент Української академії політичних наук (2009).
Наукові інтереси: галузь міжнародних відносин, І. Коваль проходив наукові стажування та вів курси лекцій в університетах за кордоном:
- 1989 — наукове стажування і курс лекцій І.Коваля в Goucher College (м. Балтімор, США);
- 1993 — Фулбрайтовська стипендія на проведення наукових досліджень і читання лекцій в університеті Джонса Хопкінса (м. Балтімор, США);[21]
- 1994, 2005 — наукове стажування з вивченню зовнішньої політики пострадянських держав в інституті Дж. Кеннана (м. Вашингтон, США) ;
- 2001 — розроблення нових навчальних курсів в університеті штату Мерелінд (м. Коледж-Парк, США)

Ігор Коваль є членом міжнародних наукових товариств і організацій:
- 1987 — Українська асоціація політичних наук;
- 1992 — Асоціація дослідників — міжнародників країн СНД;
- 1993 — Асоціація міжнародних досліджень (США);
- 1994 — Асоціація поглиблених слов'янських досліджень (США).

Під науковим керівництвом Ігоря Коваля захищені три докторські, п'ятнадцять кандидатських дисертацій; опубліковано понад 80 дослідницьких робіт у наукових виданнях України, США, Німеччини, Росії, Чехії, Словенії, Польщі, Угорщини.

## Основні праці
- «Критичний аналіз американської буржуазної історіографії: концепції східноєвропейської політики США», Одеса, 1984;[24]
- «США: сучасна зовнішньополітична думка. Аналіз концепції американської політології 80-х років», Одеса, 1992;[25]
- "Ukraine and European Security ", London — New York, 1999;
- «Остання битва „холодної війни“: східноєвропейська політика наддержав в концепціях зарубіжної політології» (80-ті — 90-ті рр..), Одеса,1999;[26]
- «Євроатлантична інтеграція України: глобальний та регіональний виміри» Одеса, 2008;
- «Міжнародни відносини та політика держав в умовах глобальних трансформацій: аналіз сучасної політичної думки» Одеса, 2016